# فندق كمبينسكي فالكين شتاين الكبير
فندق كمبينسكي فالكين شتاين الكبير هو فندق فخم يقع في كونيغشتاين إم تاونوس، ألمانيا. كان يملكه فيلهلم الثاني في عام 1909م كمصحة للمسؤولين. منذ 1999م انضم إلى سلسلة الفنادق كمبنسكي
تم افتتاح المبنى عام 1875م. فقد كان مصحة من العام 1875 حتى 1976 وأيضاً مستشفى، مصحة عسكرية ومستشفى للجنود المصابين قبل أن يغلق في عام 1991. في ستمبر 1999 تمت إعادة افتتاحة كفندق كمبنسكي ويحتوي على 106 غرف. في العام 2001 رابطة المطاعم والفنادق الألمانية منحت تقييم للفندق كفندق 5 نجوم

## روابط خارجية
- الموقع الرسمي
- صور للحديقة التي تحيط بالفندق

Coordinates: 50°11′32″N 8°28′47″E / 50.19222°N 8.47972°E